# Tragédia de Khodínka

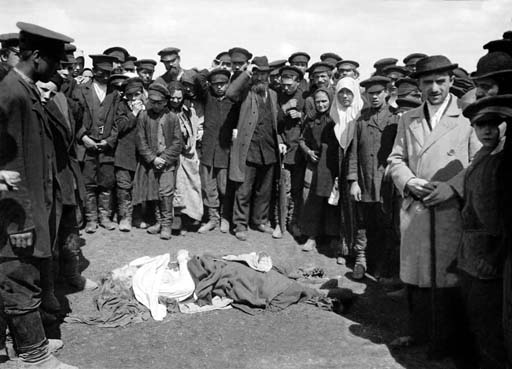
Vítimas da tragédia de Khodínka

A Tragédia de Khodínka foi um pisoteamento em massa que aconteceu em 18 de maio de 1896 no campo de Khodínka, em Moscou, durante as festividades que seguiram à coroação do último imperador da Rússia, Nicolau II.
A tragédia em si ocorreu 4 dias após a coroação. Canecas e biscoitos foram entregues à multidão como souvenires, mas quando começaram rumores de que não haveria o suficiente para todos presentes, houve uma debandada e ao fim do dia, aproximadamente 1 400 pessoas morreram pisoteadas. Naquela noite Nicolau foi a um baile na embaixada francesa. Durante a coroação, as usuais festividades, banquetes e bailes prosseguiram, e a tragédia foi abafada. Anos mais tarde, Nicolau veria esse incidente como um mau presságio.